# Раіатеа

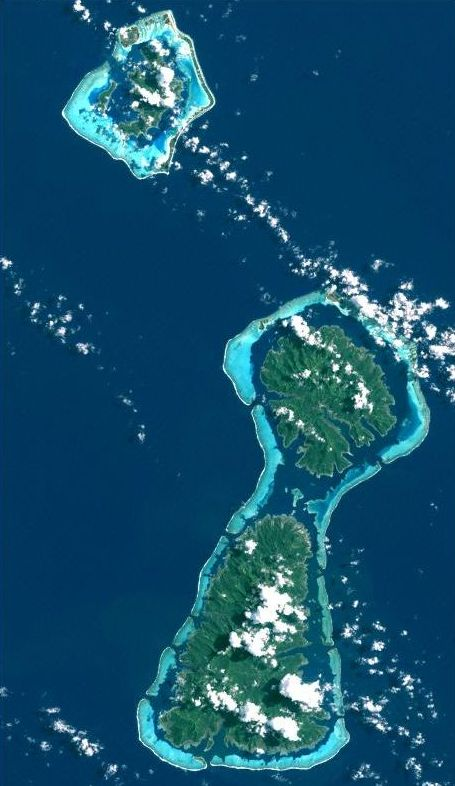
Космічний знімок островів Бора-Бора, Тахаа та Раіатеа.

Раіатеа (фр. Raiatea), застар. Ульетеа (Ulietea) — один із Підвітряних островів архіпелагу острови Товариства. Загальна площа острова — 238 км (суша — 168 км), що робить його четвертим найбільшим островом Французької Полінезії.

## Географія
Раіатеа має форму, схожу з рівнобедреним трикутником, з основою 14 км і висотою 20 км. Острів має вулканічне походження: його формування, ймовірно, відбулося 2,5 млн років тому. Найвища точка острова — гора Тефатоаїті (Tefatoaiti). На півночі Раіатеа розташоване плато заввишки до 792 м. Гориста центральна частина острова порізана численними родючими долинами.

## Історія
Раіатеа часто називають колискою полінезійської цивілізації. У давнину острів звався Хаваї-фанаура-фенуа (Havai'i fanau'ra fenua), що перекладається з таїтянської мови як «Хаваї-колиска». У XVI столітті острів грав роль релігійного центру островів Товариства. Тут збереглася велика кількість релігійних споруд на честь полінезійських богів, у тому числі одна з найдавніших марає — Тапутапуатеа.
Джеймс Кук першим із європейців доплив до Раіатеа у 1769 році.

## Адміністративний поділ
Острів поділено на три комуни: Утуроа (Uturoa), Тапутапуатеа (Taputapuatea) та Тумараа (Tumaraa), які входять до складу адміністративного підрозділу Підвітряні острови.
| Комуни острова Раіатеа | Площа суші, км² | Площа лагуни, км² | Населення, чол. (2007) | Адміністративний центр |
| ---------------------- | --------------- | ----------------- | ---------------------- | ---------------------- |
| Утуроа                 | 16              | -                 | 3778                   | Утуроа                 |
| Тапутапуатеа           | 88,5            | -                 | 4614                   | Авера                  |
| Тумараа                | 63,2            | -                 | 3632                   | Теваїтоа               |
| Усього                 | 167,7           |                   | 12 024                 |                        |

## Населення
У 2007 році чисельність населення Раіатеа становила 12 024 особи.

## Економіка
Основа економіки — сільське господарство, скотарство (на східному узбережжі), рибальство. На острові є злітно-посадкова смуга.